# Bílinka
Bílinka je malá vesnice, část obce Velemín v okrese Litoměřice. Nachází se asi 4 km na jihovýchod od Velemína. Prochází zde silnice I/8. V roce 2009 zde bylo evidováno 29 adres. V roce 2011 zde trvale žilo 59 obyvatel.
Bílinka leží v katastrálním území Boreč u Lovosic o výměře 3,86 km².

## Historie
Nejstarší písemná zmínka pochází z roku 1407.

## Obyvatelstvo
|                                                                | 1869 | 1880 | 1890 | 1900 | 1910 | 1921 | 1930 | 1950 | 1961 | 1970 | 1980 | 1991 | 2001 | 2011 |
| -------------------------------------------------------------- | ---- | ---- | ---- | ---- | ---- | ---- | ---- | ---- | ---- | ---- | ---- | ---- | ---- | ---- |
| Obyvatelé                                                      | 115  | 119  | 110  | 108  | 93   | 98   | 124  | 102  | 88   | 84   | 78   | 65   | 65   | 59   |
| Domy                                                           | 21   | 22   | 23   | 22   | 23   | 23   | 26   | 30   | .    | 24   | 22   | 26   | 26   | 23   |
| Počet domů z roku 1961 je zahrnut v domech místní části Boreč. |      |      |      |      |      |      |      |      |      |      |      |      |      |      |